# تيم فورسيث
تيم فورسيث (بالإنجليزية: Tim Forsyth) هو منافس ألعاب قوى أسترالي، ولد في 17 أغسطس 1973 في فيكتوريا في أستراليا.

## وصلات خارجية
- تيم فورسيث على موقع الاتحاد الدولي لألعاب القوى (الإنجليزية)
- تيم فورسيث على موقع النتائج التاريخية لألعاب القوى الأسترالية (الإنجليزية)
- تيم فورسيث على موقع اللجنة الأولمبية الدولية (الإنجليزية)
- تيم فورسيث على موقع أوليمبيديا (الإنجليزية)
- تيم فورسيث على موقع اللجنة الأولمبية الأسترالية (الإنجليزية)